# Алхимики (фильм)
«Алхимики» — российская фантастическая комедия 2000 года Дмитрия Астрахана по мотивам пьесы «Алхимик» английского драматурга Бена Джонсона.

## Сюжет
После очередной неудачи в получении золота сэр Лавуит покидает столицу и уезжает за советом к коллеге в другой город. В доме остаются хозяйничать трое слуг: горничная Дол, лакей Фейс и дворецкий Сатл. Они решают разбогатеть, выдавая себя за алхимиков, способных решить любые проблемы и невзгоды.
Ничего не понимая в алхимии, они обманным путём заставляют поверить в свершившееся чудо своих клиентов, однако их планы раскрываются недоверчивым учителем Сэрли, другом одного из клиентов, проникшим к ним под личиной ученика. Героев собираются сжечь на костре за их преступления, но доверчивые клиенты оправдывают их. В этот момент возвращается сэр Лавуит и понимает, что на алхимии можно заработать и без золота.

## В ролях
| Актёр            | Роль                              |
| ---------------- | --------------------------------- |
| Юрий Стоянов     | Сатл                              |
| Илья Олейников   | Фейс                              |
| Анна Легчилова   | Дол                               |
| Семён Фурман     | Маммон                            |
| Виктор Сухоруков | Дреггер                           |
| Владимир Лелётко | Сэрли                             |
| Виктор Лебедев   | Лавуит                            |
| Дмитрий Астрахан | шериф (роль озвучил другой актёр) |

## Съёмочная группа
- Режиссёр: Дмитрий Хананович Астрахан
- Сценарий: Олег Данилов
- Оператор-постановщик: Андрей Чертов
- Художник: Игорь Щёлоков
- Продюсирование: Александр Васильков